# 12817 Federica
12817 Federica (1996 FM16) là một tiểu hành tinh vành đai chính được phát hiện ngày 22 tháng 3 năm 1996 bởi E. W. Elst ở Đài thiên văn Nam Âu.